# 世界撞球聯盟
世界撞球聯盟（法語：Union Mondiale de Billard，縮寫 UMB），是開侖撞球的世界管理機構。

## 歷史
該組織於1959年6月1日在西班牙馬德里成立，致力於推廣現代化的開侖撞球運動。然而，世界聯合會實際成立於1923年，名為“國際業餘撞球協會聯合會”（Union Internationale des Fédérations des Amateurs de Billard，縮寫 UIFAB）。UMB監控國際開侖撞球比賽，並主辦每年一次的世界三顆星錦標賽和世界5瓶國家隊錦標賽。

## 任務
UMB的目標包括推廣撞球運動以達到國際水準，並代表撞球運動的整體利益。UMB與其附屬區域聯合會提供永久和穩定的聯絡，並構成開侖撞球界最大的管理機構。
UMB是世界撞球總會（WCBS）的共同創始成員，也是開侖撞球運動的唯一代表，那是一個國際傘式組織，包括主要的撞球運動，包括開侖撞球、花式撞球及一些衍生運動，還有司諾克。
UMB承認四個大聯合會，即：歐洲撞球聯合會（CEB）、泛美撞球聯合會（CPB）、亞洲開侖撞球聯合會（ACBC），以及2013年4月30日成立非洲開侖聯合會（ACC）。這些廣泛的地區聯合會內的國家協會以及美國的獨立協會都是UMB的附屬機構。（注意：一些美國組織是CPB附屬機構，例如美國司諾克協會。）

## 外部連結
- 官網 （页面存档备份，存于）